# Herman de Castro Lima
Herman de Castro Lima - (Fortaleza, 11 de maio de 1897 — Rio de Janeiro, 21 de julho de 1981) foi um contista, memorialista e crítico de arte brasileiro.

## Biografia
Seu pai, Antônio da Silva Lima, era de família sertaneja da região do Aracati; e sua mãe, Julieta Demarteau de Castro Lima, belga. Inicialmente, trabalhou como auxiliar de fotógrafo e, posteriormente, como feitor da rodovia em construção, que ligava o porto de Aracati aos sertões do Jaguaribe. De volta a Fortaleza, foi funcionário da Delegacia Fiscal. Neste posto, em 1922, transferiu-se para Salvador, onde diplomou-se em medicina e seguiu para clinicar no distrito diamantino de Lençóis, interior da Bahia. De suas experiências em Lençóis, escreveu Garimpos (1930), coletânea de contos, que posteriormente foi traduzida para o espanhol por Benjamin Garay.
Em seguida, rumou para o Rio de Janeiro, então capital federal. Ali, foi auxiliar da Presidência da República entre 1933 e 1937, assumindo logo em seguida a Delegacia do Tesouro Brasileiro em Londres. De volta ao Rio, em 1940, dedicou-se com afinco ao estudo da caricatura no Brasil, da qual já era meticuloso colecionador desde tenra idade. Dessa pesquisa resultou uma obra em quatro volumes que é até hoje uma referência-chave no assunto. Foi um dos principais biógrafos de Cândido Aragonez de Faria.
Lima traduziu vários autores, predominantemente do francês e do inglês. Também publicou livros de memória que, em geral, evocam seus tempos de juventude no Ceará e são marcados por um profundo senso de paisagem, nostalgia, aspectos etnológicos e certo pendor para a anedota.
Na literatura, começou a publicar artigos e charges na imprensa de Fortaleza sob o incentivo de Gustavo Barroso, ao final da década de 1910. Entre suas obras mais conhecidas, figuram Tigipió (1924), contos, seu livro de estréia, que mereceu menção honrosa da Academia Brasileira de Letras e teve o conto título adaptado para o cinema em 1986; Variações Sobre o Conto (1952), crítica literária; Imagens do Ceará (1958) e Poeira do Tempo (1967), memórias; e História da Caricatura no Brasil (em 4 vols.), história e crítica de arte.